# Robert II de Flandes
Robert II de Flandes   (1065 - Meaux, 5 d'octubre de 1111) fou comte de Flandes entre els anys 1093 i 1111. Fou conegut com a Robert de Jerusalem (Robertus Hierosolimitanus) o Robert el Croat després del seues consecucions durant la Primera Croada.

## Biografia
Va ser el fill major de Robert I de Flandes, comte de Flandes, i Gertruda de Saxònia. El seu pare va començar a associar-lo amb les tasques de govern al voltant de l'any 1077. Entre 1085 i 1091, Robert II va ocupar el càrrec de regent del comtat en absència del seu pare, que havia partit en pelegrinatge a Terra Santa.
Després de convertir-se en comte en l'any 1093, Robert es va unir a la Primera Croada, que va ser convocada pel papa Urbà II el 1095. Robert va establir un consell de regència a Flandes i va seguir el grup dirigit per Jofré de Bouillon, duc de la Baixa Lorena. Després d'arribar a Constantinoble, els croats es van veure obligats a prestar un jurament de fidelitat a l'emperador romà d'Orient Aleix I Comnè i a prometre retornar a l'Imperi Romà d'Orient totes les terres que conqueririen. Robert, el pare del qual ja havia servit a Aleix durant el pelegrinatge de la dècada de 1080, no tenia cap problema a l'hora de pronunciar el jurament, però atès que altres dels líders sí que ho tenien hagué cert retard a l'hora de deixar la ciutat.
Robert va participar en el setge de Nicea, després del qual l'exèrcit es va dividir en dos grups. Robert va marxar juntament amb Esteve II de Blois, Bohemon de Tàrent, Robert II de Normandia i els guies romans d'Orient, a un dia de marxa de la resta dels croats. El seu exèrcit va ser envoltat pel soldà seljúcida Kilidj Arslan I, el que va provocar la batalla de Dorilèon el 30 de juny de 1097. L'endemà, el segon exèrcit, dirigit per Ramon IV de Tolosa, Jofré de Bouillon i Hug de Vermandois, va arribar i va alliberar l'exèrcit envoltat. Els dos exèrcits es van reunir, amb Robert i Ramon formant en el centre. Els turcs van ser derrotats i els croats van continuar la seua marxa.
A finals de 1097, els croats van arribar a Antioquia. El Setge d'Antioquia va durar molts mesos. Al setge d'Antioquia, va dirigir una de les divisions a la batalla final contra Kerbogha.
Al desembre, Robert i Bohemon es van separar de l'exèrcit que mantenia el setge per a saquejar les zones circumdants a la recerca de menjar. El 30 de desembre, en tornar, van derrotar un exèrcit enviat per a alliberar la ciutat, que estava comandat per Duqaq, governador de Damasc. Antioquia va anar finalment traïda i lliurada a Bohemon per un guàrdia armeni, i Robert va ser un dels primers que van entrar en la ciutat. No obstant això, només uns dies més tard van ser ells qui es van veure assetjats per Kerbogha de Mosul. El 28 de juny de 1098 els croats van eixir de la ciutat per a enfrontar-se amb el nou exèrcit, i Robert i Hug de Vermandois van dirigir la primera de les sis divisions de l'exèrcit croat. Kerbogha va ser derrotat, i la ciutadella que encara controlaven els musulmans es va acabar rendint als croats. Robert, juntament amb Bohemon, Ramon i Jofré, va ocupar la ciutadella, però Bohemon va reclamar poc després la ciutat d'Antioquia per a ell. Ramon també la va reclamar, però Robert va donar a Bohemon.
La disputa va retardar la croada encara més. Ramon va deixar Antioquia per atacar Ma'arrat al-Numan, que va ser capturada i Robert va prendre part també en aquest setge. Ramon va intentar llavors subornar Robert i els altres líders perquè li seguiren en setge de Bohemon, i va arribar a oferir a Robert la quantitat de sis mil sòlids romans d'Orient, però tots els intents de suborn van ser ignorats. Ramon continuà cap al sud, cap a Jerusalem, el gener de 1099, però Robert i Jofré van quedar arrere, en Antioquia, fins a febrer. Es van reunir amb Ramon en el setge d'Arka.
Al juny, Robert i Gastó IV de Bearn van dirigir l'avantguarda de l'exèrcit que va arribar a Ramla i va dirigir una incursió en Samaria juntament amb Tancred d'Hauteville per a trobar fusta que servira per a la construcció de la maquinària de setge per al Setge de Jerusalem. Quan Jerusalem va ser capturada el 15 de juliol, Robert donà Jofré com nou governador de la ciutat, i el 9 d'agost va marxar amb ell a enfrontar-se a l'exèrcit fatimta dirigit per Al-Àfdal ibn Badr al-Jamalí que venia per intentar recapturar Jerusalem, en el que va acabar amb la victòria dels croats. Jofré i Ramon van discutir sobre el control de la ciutat d'Ascaló, i en aquest cas ni tan sols Robert va poder donar suport a Jofré. La ciutat va quedar sense capturar, encara que la victòria va permetre la creació del Regne de Jerusalem.
A la fi d'agost, Robert tornà a casa juntament amb Robert de Normandia i Ramon de Tolosa. En el camí de retorn van capturar Latakia, que va ser retornada a l'emperador romà d'Orient, com s'havia promès anys enrere. Ramon va romandre allí, però ambdós Roberts van seguir el camí a casa per mitjà de Constantinoble, després d'haver rebutjat la sol·licitud d'Aleix de quedar-se en ella sota el seu servei. Robert es va dur una preciosa relíquia: el braç de Sant Jordi, un regal d'Aleix. La relíquia va ser col·locada a l'església d'Anchin, a Flandes. Després del seu retorn, Robert va construir el monestir de Sant Andreu a Betferkerke, prop de Bruges. A causa de la seua participació en la croada i el botí que va portar a casa, va ser batejat Robert de Jerusalem.
Durant la seua absència, el sacre emperador romà germànic, Enric IV, havia tractat d'apoderar-se del Flandes Imperial. Robert va respondre donant suport la revolta de la Comuna de Cambrai contra l'emperador i al seu defensor, el bisbe Gaulcher, i es va apoderar d'una sèrie de castells. La pau va ser restaurada en 1102 quan va retre homenatge a l'emperador de Flandes, però després de 1105, el nou emperador, Enric V, va marxar sobre Flandes amb l'ajuda de Balduí III d'Hainaut i un exèrcit des d'Països Baixos. Robert els va detenir als afores de Douai i es va signar una nova pau, en la qual l'emperador va reconèixer la reclamació de Robert sobre Douai i Cambrai.
En 1103 es va aliar amb Enric I d'Anglaterra, al que va oferir 1000 cavallers en canvi d'un tribut anual, però quan Enric es va negar a pagar, Robert es va aliar amb el seu senyor nominal, Lluís VI de França i junts van atacar Normandia. Amb el rei distret, Teobald II de Xampanya va encapçalar una revolta dels barons francesos. Robert va conduir un exèrcit contra Meaux, però prop de la ciutat va ser fatalment ferit, va caure del seu cavall i es va ofegar en el Marne.

## Família
Es casà amb Clemència de Borgonya, germana del papa Calixt II. Tingueren tres fills, però només el més major sobrevisqué fins a l'edat adulta. Va succeir a Robert com Balduí VII de Flandes.

## Ascendència
|  |                                         |  |  |  |  |  |  |  |  |  |  |  |  |  |  |  |
|  | 16. Balduí III de Flandes               |  |  |  |  |  |  |  |  |  |  |  |  |  |  |  |
|  |                                         |  |  |  |  |  |  |  |  |  |  |  |  |  |  |  |
|  |                                         |  |  |  |  |  |  |  |  |  |  |  |  |  |  |  |
|  | 8. Arnold II de Flandes                 |  |  |  |  |  |  |  |  |  |  |  |  |  |  |  |
|  |                                         |  |  |  |  |  |  |  |  |  |  |  |  |  |  |  |
|  |                                         |  |  |  |  |  |  |  |  |  |  |  |  |  |  |  |
|  | 17. Matilde de Saxònia                  |  |  |  |  |  |  |  |  |  |  |  |  |  |  |  |
|  |                                         |  |  |  |  |  |  |  |  |  |  |  |  |  |  |  |
|  |                                         |  |  |  |  |  |  |  |  |  |  |  |  |  |  |  |
|  | 4. Balduí IV de Flandes                 |  |  |  |  |  |  |  |  |  |  |  |  |  |  |  |
|  |                                         |  |  |  |  |  |  |  |  |  |  |  |  |  |  |  |
|  |                                         |  |  |  |  |  |  |  |  |  |  |  |  |  |  |  |
|  | 18. Berenguer II d'Ivrea                |  |  |  |  |  |  |  |  |  |  |  |  |  |  |  |
|  |                                         |  |  |  |  |  |  |  |  |  |  |  |  |  |  |  |
|  |                                         |  |  |  |  |  |  |  |  |  |  |  |  |  |  |  |
|  | 9. Rozala d'Itàlia                      |  |  |  |  |  |  |  |  |  |  |  |  |  |  |  |
|  |                                         |  |  |  |  |  |  |  |  |  |  |  |  |  |  |  |
|  |                                         |  |  |  |  |  |  |  |  |  |  |  |  |  |  |  |
|  | 19. Wil·la d'Arle                       |  |  |  |  |  |  |  |  |  |  |  |  |  |  |  |
|  |                                         |  |  |  |  |  |  |  |  |  |  |  |  |  |  |  |
|  |                                         |  |  |  |  |  |  |  |  |  |  |  |  |  |  |  |
|  | 2. Balduí V de Flandes                  |  |  |  |  |  |  |  |  |  |  |  |  |  |  |  |
|  |                                         |  |  |  |  |  |  |  |  |  |  |  |  |  |  |  |
|  |                                         |  |  |  |  |  |  |  |  |  |  |  |  |  |  |  |
|  | 20. Sigifred de Luxemburg               |  |  |  |  |  |  |  |  |  |  |  |  |  |  |  |
|  |                                         |  |  |  |  |  |  |  |  |  |  |  |  |  |  |  |
|  |                                         |  |  |  |  |  |  |  |  |  |  |  |  |  |  |  |
|  | 10. Fredéric de Luxemburg               |  |  |  |  |  |  |  |  |  |  |  |  |  |  |  |
|  |                                         |  |  |  |  |  |  |  |  |  |  |  |  |  |  |  |
|  |                                         |  |  |  |  |  |  |  |  |  |  |  |  |  |  |  |
|  | 21. Hedwiga de Nordgau                  |  |  |  |  |  |  |  |  |  |  |  |  |  |  |  |
|  |                                         |  |  |  |  |  |  |  |  |  |  |  |  |  |  |  |
|  |                                         |  |  |  |  |  |  |  |  |  |  |  |  |  |  |  |
|  | 5. Ogiva de Luxemburg                   |  |  |  |  |  |  |  |  |  |  |  |  |  |  |  |
|  |                                         |  |  |  |  |  |  |  |  |  |  |  |  |  |  |  |
|  |                                         |  |  |  |  |  |  |  |  |  |  |  |  |  |  |  |
|  | 1. Robert I de Flandes                  |  |  |  |  |  |  |  |  |  |  |  |  |  |  |  |
|  |                                         |  |  |  |  |  |  |  |  |  |  |  |  |  |  |  |
|  |                                         |  |  |  |  |  |  |  |  |  |  |  |  |  |  |  |
|  | 24. Hug el Gran                         |  |  |  |  |  |  |  |  |  |  |  |  |  |  |  |
|  |                                         |  |  |  |  |  |  |  |  |  |  |  |  |  |  |  |
|  |                                         |  |  |  |  |  |  |  |  |  |  |  |  |  |  |  |
|  | 12. Hug Capet                           |  |  |  |  |  |  |  |  |  |  |  |  |  |  |  |
|  |                                         |  |  |  |  |  |  |  |  |  |  |  |  |  |  |  |
|  |                                         |  |  |  |  |  |  |  |  |  |  |  |  |  |  |  |
|  | 25. Hedwiga de Saxònia                  |  |  |  |  |  |  |  |  |  |  |  |  |  |  |  |
|  |                                         |  |  |  |  |  |  |  |  |  |  |  |  |  |  |  |
|  |                                         |  |  |  |  |  |  |  |  |  |  |  |  |  |  |  |
|  | 6. Robert II de França                  |  |  |  |  |  |  |  |  |  |  |  |  |  |  |  |
|  |                                         |  |  |  |  |  |  |  |  |  |  |  |  |  |  |  |
|  |                                         |  |  |  |  |  |  |  |  |  |  |  |  |  |  |  |
|  | 26. Guillem III de Poitiers             |  |  |  |  |  |  |  |  |  |  |  |  |  |  |  |
|  |                                         |  |  |  |  |  |  |  |  |  |  |  |  |  |  |  |
|  |                                         |  |  |  |  |  |  |  |  |  |  |  |  |  |  |  |
|  | 13. Adelaida d'Aquitània                |  |  |  |  |  |  |  |  |  |  |  |  |  |  |  |
|  |                                         |  |  |  |  |  |  |  |  |  |  |  |  |  |  |  |
|  |                                         |  |  |  |  |  |  |  |  |  |  |  |  |  |  |  |
|  | 27. Adele de Normandia                  |  |  |  |  |  |  |  |  |  |  |  |  |  |  |  |
|  |                                         |  |  |  |  |  |  |  |  |  |  |  |  |  |  |  |
|  |                                         |  |  |  |  |  |  |  |  |  |  |  |  |  |  |  |
|  | 3. Adele de França                      |  |  |  |  |  |  |  |  |  |  |  |  |  |  |  |
|  |                                         |  |  |  |  |  |  |  |  |  |  |  |  |  |  |  |
|  |                                         |  |  |  |  |  |  |  |  |  |  |  |  |  |  |  |
|  | 28. Bosó II d'Arle                      |  |  |  |  |  |  |  |  |  |  |  |  |  |  |  |
|  |                                         |  |  |  |  |  |  |  |  |  |  |  |  |  |  |  |
|  |                                         |  |  |  |  |  |  |  |  |  |  |  |  |  |  |  |
|  | 14. Guillem I de Provença l'Alliberador |  |  |  |  |  |  |  |  |  |  |  |  |  |  |  |
|  |                                         |  |  |  |  |  |  |  |  |  |  |  |  |  |  |  |
|  |                                         |  |  |  |  |  |  |  |  |  |  |  |  |  |  |  |
|  | 29. Constança de Provença               |  |  |  |  |  |  |  |  |  |  |  |  |  |  |  |
|  |                                         |  |  |  |  |  |  |  |  |  |  |  |  |  |  |  |
|  |                                         |  |  |  |  |  |  |  |  |  |  |  |  |  |  |  |
|  | 7. Constança d'Arle                     |  |  |  |  |  |  |  |  |  |  |  |  |  |  |  |
|  |                                         |  |  |  |  |  |  |  |  |  |  |  |  |  |  |  |
|  |                                         |  |  |  |  |  |  |  |  |  |  |  |  |  |  |  |
|  | 30. Folc II d'Anjou                     |  |  |  |  |  |  |  |  |  |  |  |  |  |  |  |
|  |                                         |  |  |  |  |  |  |  |  |  |  |  |  |  |  |  |
|  |                                         |  |  |  |  |  |  |  |  |  |  |  |  |  |  |  |
|  | 15. Adelaida d'Anjou                    |  |  |  |  |  |  |  |  |  |  |  |  |  |  |  |
|  |                                         |  |  |  |  |  |  |  |  |  |  |  |  |  |  |  |
|  |                                         |  |  |  |  |  |  |  |  |  |  |  |  |  |  |  |
|  | 31. Gerberga ?                          |  |  |  |  |  |  |  |  |  |  |  |  |  |  |  |
|  |                                         |  |  |  |  |  |  |  |  |  |  |  |  |  |  |  |
|  |                                         |  |  |  |  |  |  |  |  |  |  |  |  |  |  |  |